# Август Гюйссен
Август Гюйссен (29 квітня 1824, Неймеген — 2 грудня 1903, Бонн) — високопоставлений прусський гірничий чиновник.

## Життєпис
Він відвідував середню школу в Клеве. Гуйссен пройшов випробувальний рік для кар'єри прусського гірничого чиновника у Вердені (нем. Werden) — поблизу м. Ессен (Німеччина, федеральна земля Північний Рейн-Вестфалія). Далі були три роки теоретичного і три роки практичного навчання. Він вивчав гірничу справу та філософію в Галле та Берліні, де став співзасновником студентського товариства Німеччини в 1845 році. У 1850 році він працював гірничим асесором у гірничому окрузі Віттен. Потім — коротка робота у Дортмунді.
До 1856 року Гюйссен був переведений до Міністерства торгівлі, комерції та громадських робіт. Там працював у відділі гірничої справи, металургії та соляних промислів. Серед іншого, він був редактором журналу для гірничої справи, металургії та солеваріння. Він сам опублікував там кілька нарисів.
У ранзі адміністратора рудників він працював у м. Дюрен в 1856 році. У 1861 році він переїхав до Oberbergamt Бреслау як старший адміністратор рудників. Підвищений до головного гірничого офіцера, він очолив міністерський департамент гірничої справи, металургії та соляних копалень у 1884 році. Очолював прусське гірниче управління. Він вийшов у відставку в 1891 році і був обраний членом Німецької національної академії наук Леопольдина в 1893 році.
 Він був членом Товариства німецьких природознавців і лікарів і Тюрингсько-саксонської асоціації географії.
Першим виявив мінерал каїніт у соляній шахті в Штасфурті, про що 21 лютого 1865 року повідомив кельнський журнал «Berggeist». 